# 天鵝座質量模擬器

安塔瑞斯火箭其「A-ONE」試驗的正式標誌

天鵝座質量模擬器（英語：Cygnus Mass Simulator）為軌道科學公司在2013年4月21日對安塔瑞斯火箭首次進行「A-ONE」試驗時所使用的樣板（Boilerplate），它於美國維吉尼亞州瓦勒普斯島中大西洋地區太空中心0號發射臺升空。天鵝座質量模擬器其功能為模擬天鵝座宇宙飛船作為載荷時的質量大小，最後這個虛擬的有效載荷被送至240公里至260公里高（150英哩至160英哩）的軌道上，並且以傾角51.6度環繞軌道。這次升空發射的物件還包括有4個微型衛星（Miniaturized satellite）立方衛星（CubeSat），而隨著這次升空使得美國國家航空暨太空總署根據商業軌道運輸服務（Commercial Orbital Transportation Services）的合同必須支付研發金費。

## 載荷
這次發射主要有效載荷為天鵝座宇宙飛船的模擬器（CMS），其高度5,061毫米（199.25英吋）、直徑2,900毫米（114英吋）以及質量為3,800公斤（8,400磅），其內配置有22個加速規、2個麥克風、12個數位溫度計、24個熱電偶和12個應變片。
而次級有效載荷則為4個從天鵝座質量模擬器釋放的立方衛星（CubeSat），其中3個為美國國家航空暨太空總署艾姆斯研究中心（Ames Research Center）推出手機星（PhoneSat）計畫之一，並且分別以電話的發明者亞歷山大·格拉漢姆·貝爾命名為亞歷山大（Alexander）、格拉漢姆（Graham）和貝爾（Bell）。這3枚衛星的發射目的為證明智慧型手機得以在立方衛星上作為航空電子使用，而三者都有種1.124千克（2.48磅）的鋰電池以提供電力。第四個衛星則是由私人公司所提供，其目的為利用地球磁場來對衛星狀態進行控制並開發地球成像之實驗。

## 外部連結
- （英文） Antares Test Launch “A-ONE Mission” Overview Briefing（页面存档备份，存于）
- （英文） AONE Mission Overview（页面存档备份，存于）
- （英文） Antares Mission Information（页面存档备份，存于）